# Caesar and Me
Caesar and Me is een aflevering van de Amerikaanse televisieserie The Twilight Zone. Het scenario werd geschreven door Adele T. Strassfield.

## Plot

### Opening
Rod Serling introduceert de kijker aan Jonathan West, een buikspreker en meester in stemmanipulatie. Hij gebruikt voor zijn acts een pop genaamd Caesar, die door Serling wordt omschreven als een houten tiran met een eigen wil. Volgens Serling staat Caesar op het punt om Jonathan de Twilight Zone in te praten.

### Verhaal
Jonathan West is mislukt als buikspreker. Wanneer hij het niet meer ziet zitten, begint zijn pop Caesar opeens tegen hem te praten.
Op Caesars aandringen begaat Jonathan een reeks overvallen. Dit gaat niet lang goed, want het nichtje van zijn huisbazin betrapt hem. Ze waarschuwt de politie. Jonathan kan zichzelf niet verdedigen met het nieuws dat zijn pop het ware meesterbrein is achter de overvallen, en wordt afgevoerd. Caesar blijft ongestraft, en beraamt al zijn volgende plan.

### Slot
In zijn slotdialoog beschrijft Rod Serling Caesar nog eenmaal als een dodelijke pop in de vorm van een man. Natuurlijk kunnen echte poppen niet praten, tenzij ze dat leren in de Twilight Zone.

## Rolverdeling
- Jackie Cooper : Jonathan West/stem van Caesar
- Morgan Brittany : Susan
- Sarah Selby : Mrs. Cudahy
- Stafford Repp : lommerd

## Trivia
- De Caesar-pop werd al eerder gebruikt in de aflevering the Dummy.
- Adele T. Strassfield was de secretaresse van producer William Froug, en schreef het scenario samen met hem. William liet op de aftiteling alleen Strassfields naam vermelden.
- Deze aflevering staat op volume 30 van de dvd-reeks.